# Гра без побічних платежів
Гра без побічних платежів — кооперативна гра, в якій можливості розділення корисності і перерозподілу між гравцями обмежені.
Як значення характеристичної функції v(K) в грі без побічних платежів для коаліції (K), приймається множина таких векторів, що K може забезпечити своїм членам виграші, не менші, ніж відповідні компоненти цих векторів. Множина векторів виграшів, які фактично можуть отримати всі учасники гри, позначається через H.
Таким чином, гра без побічних платежів описується трійкою <I, v, H>, де I = {1, 2, ..., n} — множина гравців, v — характеристична функція, значеннями v(k) для k ⊂ I є деякі підмножини із Ek, а H — Компактна підмножина із EI.
В множині H визначають (як і в класичних кооперативних іграх) відношення домінування, і на основі цього відношення формулюють різні принципи оптимальності, в тому числі ядро, розв'язок по Нейману-Моргенштерну, і так далі.
Доведено, що будь-яка гра без побічних платежів трьох гравців з багатогранною областю H має розв'язок; відомий приклад гри без побічних платежів семи гравців, яка не має розв'язку.